# Братислава I (округ)
Округ Братислава I (словац. okres Bratislava I) — округ (okres, район) в Братиславському краї, західна Словаччина. Площа округу становить — 9,59 км² (найменша серед усіх округів), на якій проживає — 39 470 осіб (31.12.2015). Щільність населення — 4 9405 осіб/км².
У район входить міська частина Старе Місто.

## Населення
| Рік:            | 1994.  | 2004.    | 2014.   | 2024.    |
| --------------- | ------ | -------- | ------- | -------- |
| Кількість осіб: | 48 036 | 42 858   | 38 988  | 47 635   |
| Різниця:        |        | -10,77 % | -9,02 % | +22,17 % |

| Рік:            | 2023.  | 2024.   |
| --------------- | ------ | ------- |
| Кількість осіб: | 47 375 | 47 635  |
| Різниця:        |        | +0,54 % |

### Статистичні дані (2001)

#### Національний склад
- Словаки 90,0 %
- Угорці 2,9 %
- Чехи 2,4 %

#### Конфесійний склад
- Католики 61,9 %
- Лютерани 5,6 %
- Греко-католики 0,6 %